# Campionat del món d'handbol masculí
El Campionat del món d'handbol masculí és la màxima competició internacional d'handbol entre seleccions nacionals masculines. Està organitzat per la Federació Internacional d'Handbol (IHF). La seva primera edició fou l'any 1938, però no va agafar continuïtat fins després de la II Guerra Mundial. Des de 1993 es realitza cada any imparell i des del 2001 la competició comença al mes de gener.

## Historial
| En negreta = Selecció campiona (prò.) = Pròrroga |

| I      | 1938 | Alemanya            | lligueta     | Àustria           | Suècia            | lligueta     | Dinamarca           | Alemanya                      |       |
| II     | 1954 | Suècia              | 17–14        | Alemanya          | Txecoslovàquia    | 24–11        | Suïssa              | Suècia                        |       |
| III    | 1958 | Suècia              | 22–12        | Txecoslovàquia    | Alemanya          | 16–13        | Dinamarca           | Alemanya Oriental             |       |
| IV     | 1961 | Romania             | 9–8 (prò.)   | Txecoslovàquia    | Suècia            | 17–14        | Alemanya            | Alemanya Occidental           |       |
| V      | 1964 | Romania             | 25–22        | Suècia            | Txecoslovàquia    | 22–15        | Alemanya Occidental | Txecoslovàquia                |       |
| VI     | 1967 | Txecoslovàquia      | 14–11        | Dinamarca         | Romania           | 21–19        | Unió Soviètica      | Suècia                        |       |
| VII    | 1970 | Romania             | 13–12 (prò.) | Alemanya Oriental | Iugoslàvia        | 29–12        | Dinamarca           | França                        |       |
| VIII   | 1974 | Romania             | 14–12        | Alemanya Oriental | Iugoslàvia        | 18–16        | Polònia             | Alemanya Oriental             |       |
| IX     | 1978 | Alemanya Occidental | 20–19        | Unió Soviètica    | Alemanya Oriental | 19–15        | Dinamarca           | Dinamarca                     |       |
| X      | 1982 | Unió Soviètica      | 30–27 (prò.) | Iugoslàvia        | Polònia           | 23–22        | Dinamarca           | Alemanya Occidental           |       |
| XI     | 1986 | Iugoslàvia          | 24–22        | Hongria           | Alemanya Oriental | 24–23        | Suècia              | Suïssa                        |       |
| XII    | 1990 | Suècia              | 27–23        | Unió Soviètica    | Romania           | 27–21        | Iugoslàvia          | Txecoslovàquia                |       |
| XIII   | 1993 | Rússia              | 28–19        | França            | Suècia            | 26–19        | Suïssa              | Suècia                        |       |
| XIV    | 1995 | França              | 23–19        | Croàcia           | Suècia            | 26–20        | Alemanya            | Islàndia                      |       |
| XV     | 1997 | Rússia              | 23–21        | Suècia            | França            | 28–27        | Hongria             | Japó                          |       |
| XVI    | 1999 | Suècia              | 25–24        | Rússia            | RF Iugoslàvia     | 27–24        | Espanya             | Egipte                        |       |
| XVII   | 2001 | França              | 28–25 (prò.) | Suècia            | RF Iugoslàvia     | 27–17        | Egipte              | França                        |       |
| XVIII  | 2003 | Croàcia             | 34–31        | Alemanya          | França            | 27–22        | Espanya             | Portugal                      |       |
| XIX    | 2005 | Espanya             | 40–34        | Croàcia           | França            | 26–25        | Tunísia             | Tunísia                       | [ 1 ] |
| XX     | 2007 | Alemanya            | 29–24        | Polònia           | Dinamarca         | 34–27        | França              | Alemanya                      |       |
| XXI    | 2009 | França              | 24–19        | Croàcia           | Polònia           | 31–23        | Dinamarca           | Croàcia                       |       |
| XXII   | 2011 | França              | 37–35 (prò.) | Dinamarca         | Espanya           | 24–23        | Suècia              | Suècia                        |       |
| XXIII  | 2013 | Espanya             | 35–19        | Dinamarca         | Croàcia           | 31–26        | Eslovènia           | Espanya                       | [ 2 ] |
| XXIV   | 2015 | França              | 25–22        | Qatar             | Polònia           | 29–28 (prò.) | Espanya             | Qatar                         |       |
| XXV    | 2017 | França              | 33–26        | Noruega           | Eslovènia         | 31–30        | Croàcia             | França                        |       |
| XXVI   | 2019 | Dinamarca           | 31–22        | Noruega           | França            | 26–25        | Alemanya            | Dinamarca / Alemanya          |       |
| XXVII  | 2021 | Dinamarca           | 26–24        | Suècia            | Espanya           | 35–29        | França              | Egipte                        | [ 3 ] |
| XXVIII | 2023 | Dinamarca           | 34–29        | França            | Espanya           | 39–36        | Suècia              | Polònia / Suècia              |       |
| XXIX   | 2025 |                     |              |                   |                   |              |                     | Croàcia / Dinamarca / Noruega |       |

1. ↑  A l'edició de 1954, la selecció alemanya disputà la competició amb un equip format per jugadors de l'Alemanya Occidental.
2. 1 2  A les edicions de 1958 i 1961, la selecció alemanya disputà les competicions amb un equip format per jugadors de l'Alemanya Occidental i Oriental.

## Medaller històric
| Unió Soviètica = Seleccions desaparegudes Dades actualitzades el gener 2024 |

| #  | Selecció nacional               | Or | Argent | Bronze | Total |
| -- | ------------------------------- | -- | ------ | ------ | ----- |
| 1  | França                          | 6  | 2      | 4      | 12    |
| 2  | Suècia                          | 4  | 3      | 4      | 11    |
| 3  | Romania                         | 4  | 0      | 2      | 6     |
| 4  | Dinamarca                       | 3  | 3      | 1      | 7     |
| 5  | Alemanya                        | 2  | 2      | 1      | 5     |
| 6  | Rússia                          | 2  | 1      | 0      | 3     |
| 7  | Espanya                         | 2  | 0      | 3      | 5     |
| 8  | Croàcia                         | 1  | 3      | 1      | 5     |
| 9  | Txecoslovàquia                  | 1  | 2      | 2      | 5     |
| 10 | Unió Soviètica                  | 1  | 2      | 0      | 3     |
| 11 | República Federal Alemanya      | 1  | 0      | 0      | 1     |
| 12 | República Democràtica Alemanya  | 0  | 2      | 1      | 3     |
| 12 | Noruega                         | 0  | 2      | 1      | 3     |
| 14 | Iugoslàvia                      | 0  | 1      | 2      | 3     |
| 15 | Àustria                         | 0  | 1      | 0      | 1     |
| 15 | Hongria                         | 0  | 1      | 0      | 1     |
| 15 | Qatar                           | 0  | 1      | 0      | 1     |
| 18 | República Federal de Iugoslàvia | 0  | 0      | 2      | 2     |
| 18 | Polònia                         | 0  | 0      | 2      | 2     |
| 20 | Eslovènia                       | 0  | 0      | 1      | 1     |